# Щепинский, Аскольд Александрович
Аскольд Александрович Щепинский (16 октября 1926 года, Симферополь — 21 мая 1997 года, там же) — археолог, научный сотрудник Института археологии АН УССР, кандидат исторических наук, автор 75 научных и научно-популярных работ.

## Биография
Аскольд Щепинский родился 16 октября 1926 года в Симферополе, семье бывших дворян. Среднюю школу окончить не успел — началась Отечественная война, а после освобождения Крыма в 1944 году Щепинского призвали в армию. Демобилизовавшись в 1945 году, работал пчеловодом, заведующим красным уголком в колхозе, сборщиком коллекций фабрики «Природа и школа», в свободное время совершая прогулки по окрестностям Симферополя, во время которых сделал первые археологические находки, которые принес в Крымский филиал Института археологии АН Украины. На артефакты обратил внимание известный археолог Павел Шульц, возглавлявший Тавро-Скифскую экспедицию Крымского филиала АН СССР. В 1946 году Щепинский начал работать в экспедиции, в полевых сезонах которой принимал участие до 1977 года, параллельно продолжая образование. В 1954 году Щепинский был зачислен в штат Крымского филиала Института археологии АН СССР. Только в 1964 году Аскольд Александрович завершил среднее образование, в 45 лет — исторический факультет Крымского педагогического института, а через 4 года защитил кандидатскую диссертацию.
В 1957 году, при раскопках кургана Кеми-оба у села Дозорное в Белогорском районе, в результате исследования захоронений, ученый выделил новую археологическую культуру бронзового века, получившую название Кеми-Обинская. Результатом работ 1958—1960 годов в Красных пещерах, в составе Комплексной карстовой экспедиции АН СССР, стало обнаружение и исследование крупнейшего памятника кизил-кобинской культуры, всего учёным было обнаружено в Крыму около 800 памятников археологии.
В 1967—1981 годах Щепинский возглавлял Северо-Крымскую экспедицию, работавшую в зоне строительства Северо-Крымского канала — в 1974 году, при раскопках Ногайчинского кургана у села Червоное в Нижнегорском районе, было открыто неразграбленное захоронение сарматской царицы I века до н. э., с множеством (весом более 2 кг) уникальных золотых изделий тончайшей работы.
В 1991 году Щепинский вышел на пенсию, занялся систематизацией накопленных коллекций, продолжая участвовать в поисковых работах. Написал немало работ по истории и научно-популярной тематики — всего около 100 публикаций. Руководил секцией охраны памятников археологии Крымского отделения Всесоюзного общества охраны памятников истории и культуры. В 1973 году Щепинским был создан Музей археологии Крыма. 21 мая 1997 года, после тяжёлой болезни, Аскольд Александрович Щепинский ушел из жизни.

## Общественная деятельность
Депутат Верховного Совета Автономной Республики Крым II созыва по многомандатному округу от блока "Россия".

## Работы
- Щепинский А. А., Черепанова Е. Н. Северное Присивашье в V—I тысячелетиях до нашей эры / АН УССР. Ин-т археологии. М-во культуры УССР. Крымский краевед. музей. — Симферополь: Крым, 1969. — 328 с. — (Древности степного Крыма).
- Щепинский А. А. Во тьме веков. — Симферополь: Крым, 1966. — 156 с. — 13 000 экз.
- Черепанова Е. Н., Щепинский А. А. Там, где пройдет Северо-Крымский… / Крымский обл. краевед. музей. — Симферополь: Крым, 1966. — 96 с.
- Щепинский А. А. Красные пещеры. — Симферополь: Таврия, 1983. — 80 с. — (Маршруты Крыма). — 30 000 экз.
- Щепинский А. А., Черепанова Е. Н. Степные курганы: Археологические памятники Крыма. — Симферополь: Таврия, 1972. — 84 с.
- Щепинский А. А. Культура энеолита и бронзы в Крыму // Советская археология. 1966. № 2
- Клюкин А.А.,Корженевский В.В.,Щепинский А.А.  Эчки-Даг. - Симферополь:Таврия,1990